# Иннес, Джеймс
Джеймс Диксон Иннес (англ. James Dickson Innes; 27 февраля 1887, Лланелли — 22 августа 1914, Суонли) — уэльский художник-пейзажист.

## Биография

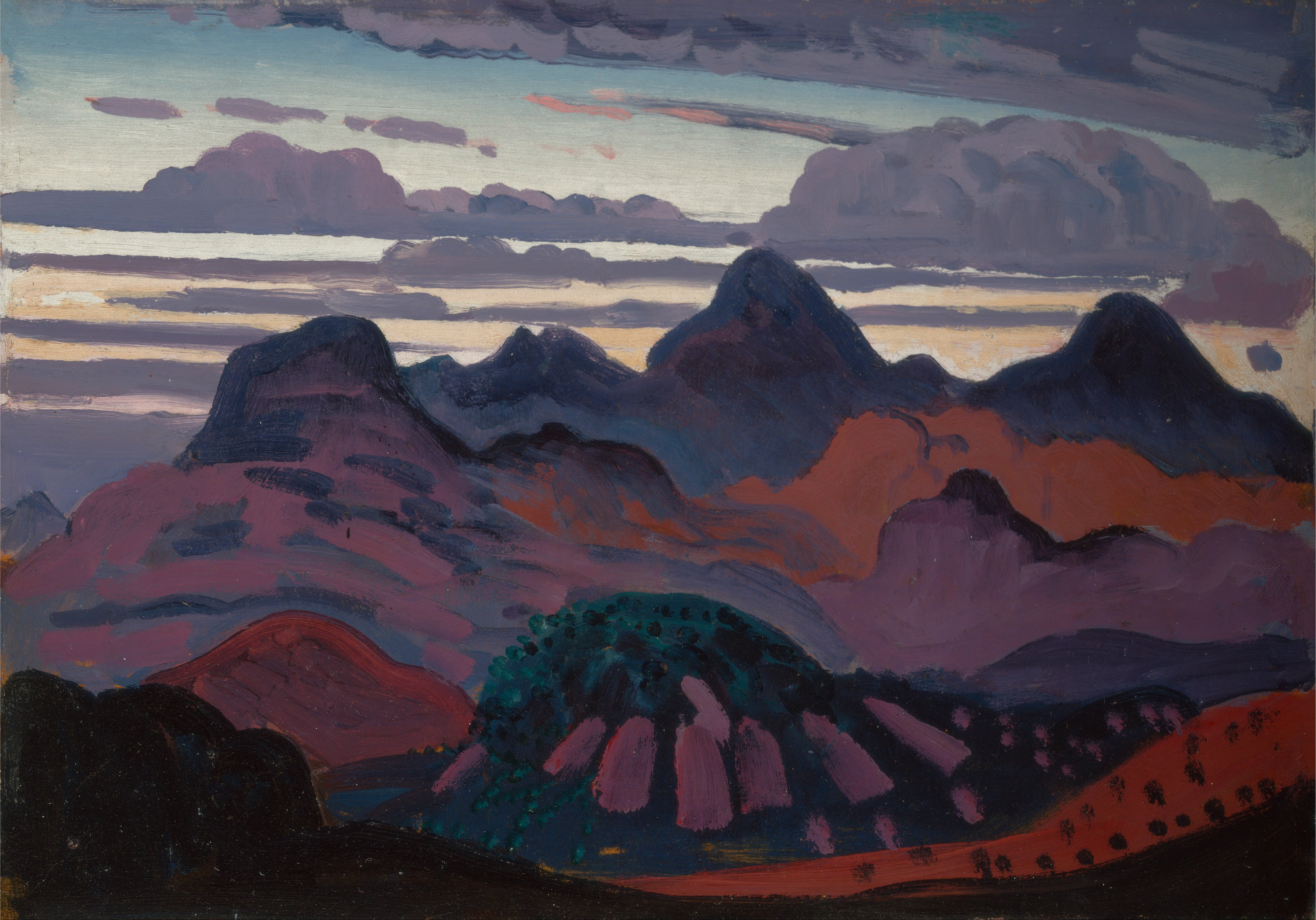
Глубокие сумерки, Пиренеи. между 1912 и 1913

Джеймс Д.Иннес родился в Уэльсе, в семье Джона Иннеса, шотландца-лудильщика. У него было два брата, Альфред и Джек. Образование получил в Христианском колледже Брекона, затем — в Художественной школе Кармартена и в Школе изящных искусств Слейд в Лондоне. Среди его учителей был Филип Уилсон Стэр. С 1907 он выставлялся в Новом английском художественном клубе. Был членом лондонской художественной группы Кэмден Таун. Лето 1911 года Иннес провёл, совместно с художником Огастесом Джоном, на этюдах в Северном Уэльсе, создавая на местные мотивы пейзажи. Позднее, в 1908 - 1913 годы, совершил путешествие по Франции, Испании и Марокко; поездки на юг были предписаны художнику после того, как у него был обнаружен туберкулёз. Джеймс Д.Иннес скончался от этой болезни в возрасте 27 лет в больнице города Суонли (графство Кент).
В 2014 году выставка работ Иннеса была организована в Национальном музее Кардиффа.